# Місячна веселка (роман)
Місячна веселка (рос. Лунная радуга) — науково-фантастичний роман російського радянського письменника Сергія Павлова. У романі розповідається про проблеми людства в цілому, так і окремої людини, під час освоєння в недалекому майбутньому космічного простору. За словами самого письменника, у романі:

[у романі]…знайшли відображення альфа і омега моїх письменницьких інтересів — еволюція людини (як процес) та поява в нашому світі нової людини (як результат).
Оригінальний текст (рос.)
[в романе]…нашли отражение альфа и омега моих писательских интересов – эволюция человека (как процесс) и появление в нашем мире нового человека (как результат).

## Історія створення
Роман-дилогія «Місячна веселка» був задуманий письменником як епічний твір про освоєння космічного простору в недалекому майбутньому, а також про фатальну «несумісність» людської цивілізації та Позаземелля. Уперше уривок з роману (у вигляді повісті «До питання про алігаторів») був опублікований у іркутському журналі «Сибір» у 1974 році, пізніше розділи з роману публікувались у красноярському журналі «Єнісей» у 1975—1976 роках та «Техніка — молоді» у 1978 році. Перша частина роману під назвою «По чорному сліду» видана повністю у видавництві «Молода гвардія» в серії «Библиотека советской фантастики» у 1978 році. Про сюжет та швидке закінчення роботи над другою частиною роману — «М'які дзеркала» — Сергій Павлов розповів у інтерв'ю читачам журналу «Техніка — молоді» в 1981 році. За його словами, у написанні другої частини роману йому допомогло спілкування з космонавтами, особливо з Георгієм Береговим, що відображено в описанні становлення професійної майстерності пілота Андрія Тобольского. Проте друга частина роману була надрукована в 1983 році в журналі «Искатель» (№ 4 и № 5 за 1983 рік), і в тому ж році опублікована у твердій обкладинці також у серії «Библиотека советской фантастики». У 1985 році обидві частини роману в скороченому вигляді опублікувала «Роман-газета» Повністю роман був уперше опублікований у 1989 році у видавництві «Дитяча література».

## Сюжет

### Частина I. Чорним слідом
Події недалекого майбутнього, коли після освоєння найближчих до Землі планет людство почало розвідувальні польоти до зовнішніх планет Сонячної системи. Проте на цьому шляху перед людьми з'являється все більше незрозумілих, а часто й небезпечних явищ (зокрема, випадки масових захворювань — так званого «синього сказу» на Венері та марсіанського «гумового паралічу»). Керівництво Міжнародного управління космічної безпеки та охорони правопорядку (скорочено МУКБОП) отримує сигнали, що при контакті кількох людей із відеоекраном об'ємного зображення («сингуль-хроматичний екран») виникає так званий «чорний слід», після появи якого пристрій виходить з ладу. Окрім того, встановлено, що ці особи (пізніше названі екзотами) навчилися надавати простим дерев'яним предметам властивості телеприймачів (зокрема, описаний випадок подібного перетворення дерев'яної палички). Частина із цих осіб може впливати на роботу метереологічних приладів. Зафіксовано, що після залишення «чорного сліду» параметри людини приходять до норми, і зміни неможливо виявити при проходженні звичайного медогляду. Під підозри потрапили четверо колишніх космодесантників — Едуард Йонге, Тимур Кизимов, Девід Нортон та Жан Лоре. Спочатку керівництво МУКБОПу не знаходило зв'язку між цими чотирма особами, а самі вони неохоче, навіть із агресією сприймають вивчення власної особи представниками служби космічної безпеки.
Під час розслідування причини появи цих особливостей у людей виявлено, що під час експедиції у Далеке Позаземелля, коли проводився десант на супутник Урана Оберон (який мав на меті пошук десантного рейдера «Леопард», який безвісно щез при спробі здійснити посадку на Обероні, в районі так званої «Льодяної Лисини»), команда десантників із рейдера «Місячна веселка» потрапила у природну катастрофу планетарного масштабу (так званий «оберонський гурм»), під час якої відбувся обвал частини поверхні супутника, що призвело до загибелі шести десантників. Вижило після катастрофи семеро осіб, п'ять із яких були живі на момент початку розповіді. Більшість із них невдовзі після цих подій вирішили подати у відставку, проте один із них, Меф Аганн, став проводити на Землі значно менше часу, ніж це мали робити всі космонавти після закінчення рейсу, а більшість часу проводить на списаному космічному кораблі в системі Сатурна. Пізніше співробітники МУКБОП виявили, що підозра на появу «чорних слідів» була вже під час наступної експедиції до Оберона на цьому ж космічному кораблі «Місячна веселка», згідно з повідомленнями медика експедиції, проте підозрювані просто розбивали відеоекрани, щоб не залишати слідів своєї присутності. Під час цього рейсу уперше з'явились свідчення, що екзоти також можуть змінювати власне обличчя, що призвело до підозр щодо появи на борту космічного корабля чужинців. Одного із співробітників МУКБОПу, Френка Поллінга, керівництво служби направило простежити за одним із екзотів, Девідом Нортоном, який був чоловіком його сестри. У романі паралельно описується відчуття самого Нортона після катастрофи, яка призвела до зміни властивостей його організму. Поступово сам він відчуває фізіологічні зміни в своєму тілі, зокрема, тривалий час може знаходитись під водою без повітря, бачити в темряві, сприймати радіохвилі та чути ультразвук. Нортон також може телепатично спілкуватися із іншими екзотами. Також при різких рухах від його тіла могла відділитись крапля невідомої речовини, схожої на ртуть. Проте загострення його органів чуттів призвело й до покращення його професійної майстерності, в його розвідницьких групах ніколи не було людських втрат. Він також сам зумів пройти та дослідити Плоскогір'я вогняних змій на Меркурії — місцевість, де постійно виникали велетенські атмосферні електромагнітні розряди, які стали причиною загибелі багатьох людей та втрат техніки. Поллінг зумів заволодіти щоденником Нортона, в якому він описує свої відчуття. Пізніше він особисто розмовляє з Нортоном, і той зізнається свояку, що став екзотом, демонструє йому «чорний слід», покриту сріблястим блиском шкіру та дзеркальні зуби, після чого виганяє Поллінга зі свого будинку.

### Частина II. М'які дзеркала
Друга частина роману розпочинається із візиту до медика космічного корабля «Байкал», у минулому медика «Місячної веселки», незнайомця із закритим обличчям, який представляється представником МУКБОПу, та просить медика провести більш ретельний аналіз фізіологічних особливостей першого пілота корабля Андрія Тобольського перед надсекретним завданням. Бажання незнайомця медик виконує, проте сам обстежуваний помічає незвичний інтерес медперсоналу до своєї особи.) Далі в романі описується сама особа Андрія Тобольського. Він є висококласним космічним пілотом, одружений, має дочку, проте дружина, ботанікиня за професією, вважає його посередністю. Сам Андрій Тобольський родом із Сибіру, а його батьки були працівниками звіроферми. Хлопець з дитинства любив природу, і батьки думали, що він продовжить їх життєвий шлях. Проте Андрій розпочав ще з підліткового віку допомагати рятувальникам лісу в їх роботі, та швидко й до досконалості навчився літати на рятувальних турбольотах.) Його напарник по польотах сам направив запрошення в Іркутський вуз космонавтики прислати інструкора для перегляду здібного хлопця. Після спільного польоту на невеликому космічному кораблі інструктор запропонував Андрію поступати у свій навчальний заклад достроково, не чекаючи досягнення 18 років (хлопцеві на той час було лише 15). Андрій прийняв запрошення та зумів вмовити батьків, щоб вони дали згоду на навчання.
Після цього у романі описується візит до Андрія Тобольського співробітника МУКБОПу та прохання до нього, щоб під видом інспекції старого космічного корабля «Анарда» простежити за його капітаном та єдиним членом екіпажу Мефом Аганном, який також був членом невдалої експедиції на Оберон, проте у зв'язку із відлюдькуватістю та постійним знаходженням у віддалених точках Позазем'я співробітникам служби безпеки не вдалось довести, що він є екзотом. Причиною вибору для такої місії саме Тобольського стало те, що за останні кілька років Аганн не вів ні з ким тривалих бесід, крім Андрія, причиною чого могло стати те, що він дуже схожий обличчям на загиблого на Обероні найкращого друга Аганна Юса Елдера. Андрій Тобольський приймає пропозицію та прибуває на «Анарду». Меф Аганн доброзичливо сприймає візит Андрія на свій корабель та допускає у всі його точки для найретельнішого огляду. Тривалий час Тобольський не може знайти ніяких доказів того, що Аганн став екзотом. Проте випадково вночі він помітив перевтілення Аганна на чотирирукого привида, а також побачив чорні сліди від колишнього пілота і виділену з його шкіри речовину, подібну на ртуть, яку Тобольський спобував на дотик. Пізніше Аганн признався Тобольському, що він є екзотом, та висловив припущення, що й Андрій міг отримати аналогічні властивості під дією випромінювання в системі Сатурна. За короткий час Тобольський отримує пропозицію дослідити незрозуміле явище — туман та утворення велетенської плями на супутнику Сатурна Япеті. Аганн старається відрадити Андрія від цієї пропозиції, та повідомляє, що на Япеті формується явище, подібне до оберонського гурму. Проте Тобольський вирішує дослідити дане явище. Перед відбуттям до Япету Андрій виявляє, що й сам може залишати чорні сліди, і сам по рації передає повідомлення про це у МУКБОП. Учений-селенолог по рації повідомляє Андрію, що центр аномалії знаходиться біля кратера за номером 666. Тобольський вилітає на катері до аномалії та поступово заглиблюється у туман на Япеті, та сідає у центрі плями на супутнику. Одночасно Меф Аганн на «Анарді» болюче переживає зміни електромагнітного випромінювання під час нового явища на Япеті, звинувачуюючи спочатку себе у тому, що він відпустив самого Тобольського на супутник, пізніше, після виходу з нього ртутеподібної речовини (яку він називає «Жив-здоров»), він бачить усіх загиблих під час висадки на Оберон його напарників, і перед ними звинувачує себе в їх загибелі. Проте силуети голосами його загиблих товаришів знімають з нього всі обвинувачення. Окрім цього, перед очима Аганна проходить уся картина цієї катастрофи.
Тим часом Андрій Тобольський все глибше занурюється у туманний об'єкт на Япеті, при цьому відчуваючи на собі дію невідомих випромінювань та сил, зокрема відчуваючи різкі звуки («надвищання», рос. сверхвизг), відчуваючи просторово-зорові ілюзії, а також спостерігаючи зорові образи космонавтів у скафандрах із корабля «Місячна веселка», а пізніше й цілу групу гігантських фігур у скафандрах. Окрім того, Тобольський виявляє, що у нього закінчуються запаси кисню. Під час дослідження загадкового об'єкта Андрій спостерігає колонію плаваючих у навколишньому середовищі істот, яких він називає ейвами (від російського «эй, вы» укр. гей, ви, від того, що вони повторили його звернення до себе), та здогадується, що їх поява пов'язана з аномалією просторово-часового континууму в загадковому туманному об'єкті. За деякий час Тобольському вдається вийти із зони дії феномену, спостерігаючи на своєму шляху новозбудований табір космодесантників на Япеті, та пристикуватися до свого колишнього корабля «Байкал». Проте на кораблі малолюдно, а люди, яких він зустрічає по дорозі, якось дивно на нього реагують. Пізніше він спостерігає у власній каюті своє власне стереозображення та меморіальну табличку в свою честь із власною датою загибелі, а сама каюта перетворена у меморіальну, і його коди доступу до автоматики у ній змінені. Під час спілкування з побутовими автоматами Тобольський виявляє, що був відсутній на кораблі більше 8 років. Пізніше його викликає до себе медикиня експедиції Світлана, яка повідомляє йому, що вона чекала його виходу із зони гурма (за новою термінологією «темпор-об'єкту») саме у цей день, а інші люди сприймали його як ефемера — тимчасове явище, подібне до привида, що повністю нагадує обриси людини, проте може існувати не більш ніж 22 години. Також він поступово дізнається, що Меф Аганн 5 років тому безвісти зник у космосі, його дружина одружена з іншим), а дочка його не впізнає. Проте Світлана повідомляє йому, що давно закохана у нього, а на орбітальній станції та таборі космодесантників усі 656 осіб є екзотами, зокрема й вона сама, а перші екзоти працюють також на станції. Вторгнення Андрія Тобольського до темпор-об'єкта призвело до вимирання колонії ейвів, проте експедиція Тобольського та дослідження вчених дозволили створити корабель для міжзоряних польотів, який діє на принципі телепортації, а першим міжзоряним мандрівником має стати саме Тобольський. До планетної системи Проксими Центавра вирушають усі екзоти із Землі та усієї Сонячної системи, щоб закласти колонію екзотів, які не будуть впливати на розвиток цивілізації звичайних людей. Завершається роман описом прибуття на нову планету усіх екзотів, у тому числі дітей під наглядом медикині Світлани.

## Переклади
Перша частина роману «Місячна веселка» перекладена молдавською мовою у 1980 році, і вийшла друком в кишинівському видавництві «Литература артистикэ» під назвою «Куркубеул луний». У 1988 році в цьому ж видавництві під цією ж назвою вийшла друга частина роману. У 1985 році перша частина роману вийшла друком болгарською мовою у видавництві «Георги Бакалов» у Варні під назвою «Лунна дъга». У 1986 році у цьому ж видавництві вийшла друком друга частина роману під назвою «Лунна дъга II». У 1986 році у вільнюському видавництві «Vaga» у перекладі на литовську мову вийшли друком окремими книгами перша і друга частини роману під назвою «Mėnulio vaivorykštė». Чеською мовою видана перша частина роману під назвою «Měsíční duha» у празькому видавництві «Lidové nakladatelství» у 1987 році.

## Екранізація роману
У 1983 році перша частина романа, «По чорному сліду», була екранізована під назвою «Місячна веселка» на кіностудії «Мосфільм» режисером Андрієм Єрмашем. Сам Сергій Павлов брав участь у написанні сценарію фільму. Завдяки своєму батькові Пилипу Єрмашу, який на той час очолював Держкіно СРСР, молодий режисер отримав у своє розпорядження дуже багато відомих на той час радянських акторів (головні ролі зіграли Василь Ліванов, Володимир Гостюхін, Юрій Соломін, Ігор Старигін), а музику до фільму написав композитор Едуард Артем'єв. Проте фільм не мав успіху в глядачів, переважно у зв'язку із слабкою режисурою фільму.

## Комікс
За мотивами роману Ігорем Нікішиним був створений один із перших у Радянському Союзі «серйозних» коміксів; згідно із повідомленнями його авторів, він отримав диплом першого конкурсу коміксів, який проводився московським відділенням Всесоюзного дитячого фонду в 1991 році, планувалась його публікація в одному із видавництв, проте вона не відбулась, і комікс доступний в мережі на сайті «Місячна веселка», зроблено його переклад на англійську мову.

## Продовження роману
У 1991 році у видавництві «Молода гвардія» вийшла друком перша частина роману «Чарівний локон Ампари», який увійшов до збірника «Помилка дона Крістобаля», та є продовженням роману «Місячна веселка», що написаний Сергієм Павловим в співаторстві зі своєю дружиною Надією Шаровою. У 1997 році вийшов друком повний варіан роману. У цьому романі описуються події далекого майбутнього, у якому потомки екзотів (у романі названі грагалами, від російського «граждане галактики», укр. громадяни галактики) заснували свою космічну цивілізацію; основні події розгортаються на фоні протиріч у відносинах жителів Землі та грагалів.

## Премія «Місячна веселка»
У 1995 році Сергієм Павловим була заснована літературна премія «Місячна веселка», названа на честь роману. Премія вручається за значний ріст майстерності письменників, які представляють у них нові ідеї, що можуть надати новий поштовх розвитку науки та космонавтики, а також внесок у розвиток російської фантастики й поза літературною сферою.

## Відзнаки
У 1985 році за роман «Місячна веселка» Сергій Павлов отримав премію «Аеліта», яка вручається російським письменникам за найкращий твір у галузі наукової фантастики.